# Ким Ву Мин
Ким Ву Мин (кор. 김우민, род. 24 августа 2001, Пусан) — корейский пловец, бронзовый призёр летних Олимпийских игр 2024 года, чемпион мира 2024 года, трёхкратный чемпион летних Азиатских игр 2022 года.

## Карьера
Ким Ву Мин входил в состав сборной Южной Кореи в эстафете 4 по 200 метров вольным стилем на летних Олимпийских играх 2020 года в Токио, которые состоялись в 2021 году. Во втором предварительном заплыве южнокорейцы финишировали седьмыми с результатом 7:15,03 мин, не сумев попасть в финальную квалификацию.
Ким занял шестое место на чемпионате мира 2022 года в Будапеште в заплыве на 400 метров вольным стилем. Год спустя он поднялся на пятое место в этой дисциплине на чемпионате мира в Фукуоке.
На Азиатских играх 2022 года в Китае, которые состоялись осенью 2023 года, завоевал три золотые медали на дистанциях 400 и 800 метров вольным стилем, а также в эстафете 4 по 200 метров вольным стилем. На дистанции 1500 метров вольным стилем стал вторым.
В Дохе, на чемпионате мира 2024 года, завоевал золото на 400 м вольным стилем, а также стал серебряным призёром в эстафете 4 по 200 метров вольным стилем.
В первый день плавательной программы летних Олимпийских игр 2024 на дистанции 400 метров вольным стилем завоевал бронзовую медаль с результатом 3:42,50.
В 2025 году на чемпионате мира в Сингапуре завоевал бронзовую медаль на дистанции 400 метров вольным стилем. 